# Разум и чувства
 Тази статия е за романа.  За филма от 1995 г. вижте Разум и чувства (филм).  
„Разум и чувства“ (англ. Sense and Sensibility) е роман от английската писателка Джейн Остин, публикуван анонимно (под псевдонима „Една дама“) през 1811 година. Романът е една от най-обичаните творби на Остин и разказва за живота на сестрите Елинор и Мариан Дашууд, две коренно противоположни натури, всяка търсеща любовта по свой начин. Елинор е превъплъщението на разума, а Мариан – на чувствата. Остин оставя читателя сам да реши кое от двете трябва да надделее, за да се намери пълно щастие и удовлетвореност.

## Основни герои
Имената на български са взети от превода на Анна Елчинова.
- Елинор Дашууд – 19 г., най-възрастната дъщеря на мисис Дашууд; разумна, съвестна и със силно развито чувство на дълг към семейството.
- Мариан Дашууд – 16 г., средната дъщеря на мисис Дашууд; чувствителна и емоционална.
- Едуард Ферарс – 24 г., най-възрастният син и наследник на богатото сем. Ферърс; шурей на Джон Дашууд.
- Полк. Кристофър Брандън – 35 г., полковник, приятел на Джон Мидълтън.
- Джон Уилъби – приятен младеж, съсед на сем. Мидълтън.
- Хенри Дашууд – баща на Елинор, Мариан, Маргарет и Джон Дашууд.
- Мисис Дашууд – 40 г., вдовица на Хенри Дашууд; майка на Елинор, Мариан и Маргарет.
- Маргарет Дашууд – 13 г., най-малката сестра в сем. Дашууд.
- Джон Дашууд – син на Хенри Дашууд от първия му брак; слабохарактерен скъперник.
- Фани Дашууд – сестра на Едуард Ферърс; злобна егоистка и снобка.
- Мисис Ферърс – матриарх на сем. Ферърс; доминираща, сприхава, с противен характер.
- Робърт Ферърс – по-малкия брат на Едуард Ферърс и Фани Дашууд; изключително суетен и глупав.
- Сър Джон Мидълтън – далечен братовчед на мисис Дашууд; веселяк, обича компаниите и лова; служил с полк. Брандън в армията.
- Лейди Мидълтън – съпруга на сър Джон; резервирана и заинтересувана от благосъстоянието на четирите си малки деца.
- Мисис Дженингс – тъща на сър Джон и майка на лейди Мидълтън; непоправима клюкарка, повърхностна, но с весел нрав.
- Шарлот Палмър – дъщеря на Мисис Дженингс и сестра на лейди Мидълтън – вятърничава и шумна.
- Томас Палмър – съпруг на Шарлот Палмър, кандидат-депутат, груб и непочтителен към съпругата и роднините си, но положително настроен към сестрите Дашууд.
- Ан и Люси Стийл – далечни роднини на мисис Дженкинс; необразовани и с ограничени финансови възможности; Люси е привлекателна, хитра и пресметлива.

## Сюжет
Внимание:  Текстът по-долу разкрива сюжета на произведението (или части от него)!
Мистър и мисис Хенри Дашууд живеят в имението Норланд с трите си дъщери, Елинор (19 г.), Мариан (17 г.) и Маргарет (12 г.). При смъртта на мистър Дашууд, имението ще премине в ръцете на сина му от първия брак, Джон, докато жена му и дъщерите му ще получат само скромна годишна издръжка. Знаейки това, на смъртния си одър мистър Дашууд кара Джон да обещае, че ще се грижи за тях, така че те да живеят в подобаващи удобства и условия. Скоро след това, обаче, Джон се мести в Норланд Парк заедно със съпругата си Фани, злобна и горделива жена, която успява да го убеди да измени на обещанието си. Мисис Дашууд и дъщерите се превръщат в нежелани гостенки в собствения си дом.
Същевременно на гости пристига братът на Фани, Едуард Ферърс. Интелигентен, тих и внимателен, той бързо се сприятелява с Елинор, с която си допадат по темперамент и интереси. Това приятелство обаче обезпокоява Фани и тя недвусмислено показва на мисис Дашууд, че евентуален брак би бил неприемлив за сем. Ферърс. Нещо повече, Фани намеква, че интересът на Елинор към Едуард е меркантилен, а не от истински чувства.
Обидена, Мисис Дашууд се мести с дъщерите си в Бартън Котидж, селска къща в имението на братовчед си сър Джон Мидълтън. Къщата е доста малка и без удобствата на Норланд Парк, но семейството е прието радушно от сър Джон, тъща му мисис Дженингс и приятеля му полк. Брандън. Полковникът е привлечен от красотата и чувствителността на Мариан, но на 35 години, за нея той е прекалено „стар и немощен“.
Един ден Мариан излиза на разходка в дъжда, но пада и си изкълчва глезена. На помощ ѝ се притичва Джон Уилъби от съседното имение Аленхъм. С „мъжествената хубост и необикновеното изящество на обноските“ си младежът спечелва симпатиите на всички. Скоро двамата флиртуват толкова открито, че остават впечатлението, че са тайно сгодени. Уилъби взима кичур от косите на Мариан като символ на любовта му и ѝ подарява кон, който Мариан връща под натиска на сестра си. Елинор се опитва да предупреди Мариан за лекомислието ѝ, но думите ѝ са гневно отхвърлени. Скоро след това, обаче, Уилъби обявява, че заминава за Лондон по работа и не знае кога ще се върне; Мариан е покрусена и се отдава на емоциите си.
Едуард Ферърс гостува в Бартън Котидж за една седмица, но е необичайно мълчалив и умислен. Елинор е разочарована и разстроена от студеното му отношение, но смята за неуместно да покаже мъката си. След заминаването на Едуард, Бартън Парк е посетен от госпожиците Ан и Люси Стийл, простовати и шумни далечни братовчедки на мисис Дженингс. Люси Стийл се сприятелява с Елинор и ѝ доверява, че преди четири години се е сгодила за Едуард Ферърс, докато той е живял при чичо ѝ. Елинор е потресена, чувства се „унизена, изумена, смазана“, но не издава страданието си. След известен размисъл тя оправдава и прощава в сърцето си на Едуард, тъй като вижда страданието му и оценява дълбоката му моралност (да продължи годежа, въпреки че вече не обича Люси, а Елинор).
През късната есен Елинор и Мариан гостуват на мисис Дженкинс в Лондон. Мариан отива с надеждата да срещне Уилъби и му пише няколко писма, които обаче остават без отговор. Когато двамата се срещат на един бал, той се държи студено, а на следващия ден ѝ връща всичките писма и кичура от косите ѝ. Мариан признава на сестра си, че годеж всъщност никога не е имало, но че искрено е вярвала в чувствата му. Мисис Дженкинс скоро донася, че Уилъби е сгоден за богата наследница. Полк. Бръндън, загрижен за Мариан и искайки да смекчи удара, признава на Елинор, че Уилъби е обезчестил и изоставил петнадесетгодишна девойка, която е била под опеката на Брандън. Същата девойка е дъщеря на стара, но нереализирана, любов на полковника и той я чувства като собствено дете. Мисис Дженкинс е убедена, че полковник Брандън е влюбен в Елинор.
Сестрите Стийл пристигат в Лондон на гости на семейство Ферърс. По невнимание Ан Стийл се изпуска, че Люси е сгодена за Едуард. Семейството му е скандализирано и мисис Ферърс заплашва Едуард, че, ако се ожени за Люси, ще изгуби наследството си в полза на брат си. Едуард обаче е непреклонен, което още повече затвърждава уважението на Елинор към него. Полковник Брандън решава да осигури на Едуард препитание като енорийски свещеник и моли Елинор да говори с Едуард. На тази среща Едуард се опитва да обясни на Елинор чувствата и мотивите си, но двамата се разделят дълбоко неудовлетворени.
Мариан, отдадена на любовна мъка по Уилъби, се вглъбява все повече и търси уединение в самотни разходки. При една буря полковник Брандън забелязва отсъствието ѝ и с доста усилие я намира в безсъзнание на полето. Мариан си разболява тежко и е на границата на живота и смъртта. Научил за състоянието ѝ, Уилъби се появява, пиян от мъка, и обяснява, че винаги е обичал Мариан, но е бил принуден от леля си да търси брак по сметка. Елинор го съжалява, но го отпраща без да го пусне при сестра си. След като Мариан се възстановява, Елинор ѝ казва за посещението на Уилъби, но Мариан вече е победила чувствата си и решава да бъде по-разумна занапред.
Елинор и Мариан се връщат в Бартън Котидж, където ги заварва и новината за сватбата на Люси Стийл и мистър Ферърс. Не след дълго Едуард идва на гости и за най-голямо учудване на всички става ясно, че Люси Стийл е развалила годежа си с него и се е оженила за Робърт Ферърс. Елинор и Едуард се женят и местят в енорията на Делафорд, в близост до дома на полк. Брандън. Така Мариан има възможност да опознае по-добре полковника и да откликне на чувствата му. След няколко години двамата се женят.

## Адаптации

### Кино
- Разум и чувства (1995) с участието на Ема Томпсън, Кейт Уинслет, Хю Грант и Алън Рикман; реж. Анг Ли. Награди: „Оскар“ за сценарий (Томпсън), БАФТА за филм (Ли), главна женска роля (Томпсън) и второстепенна женска роля (Уинслет), „Златна мечка“ за най-добър филм.
- От Прада до нада (2011) – съвременна адаптация в латиноамерикански стил.
- Аромати и чувства (2011) – модерна адаптация.

### Телевизия
- Разум и чувства (1971, БиБиСи) с участието на Джоана Дейвид, Кийрън Маден, Роберт Елис, Ричард Оуенс и Клайв Франсис.
- Разум и чувства (1981, БиБиСи) с участието на Айрийн Ричардс, Трейси Чайлдс, Боско Хоган, Роберт Суан и Питър Удуърд.
- Разум и чувства (2008, БиБиСи) с участието на Хати Моран, Чарити Уейкфийлд, Дан Стивънс, Дейвид Мориси и Доминик Купър.